# Hambacher Tuch

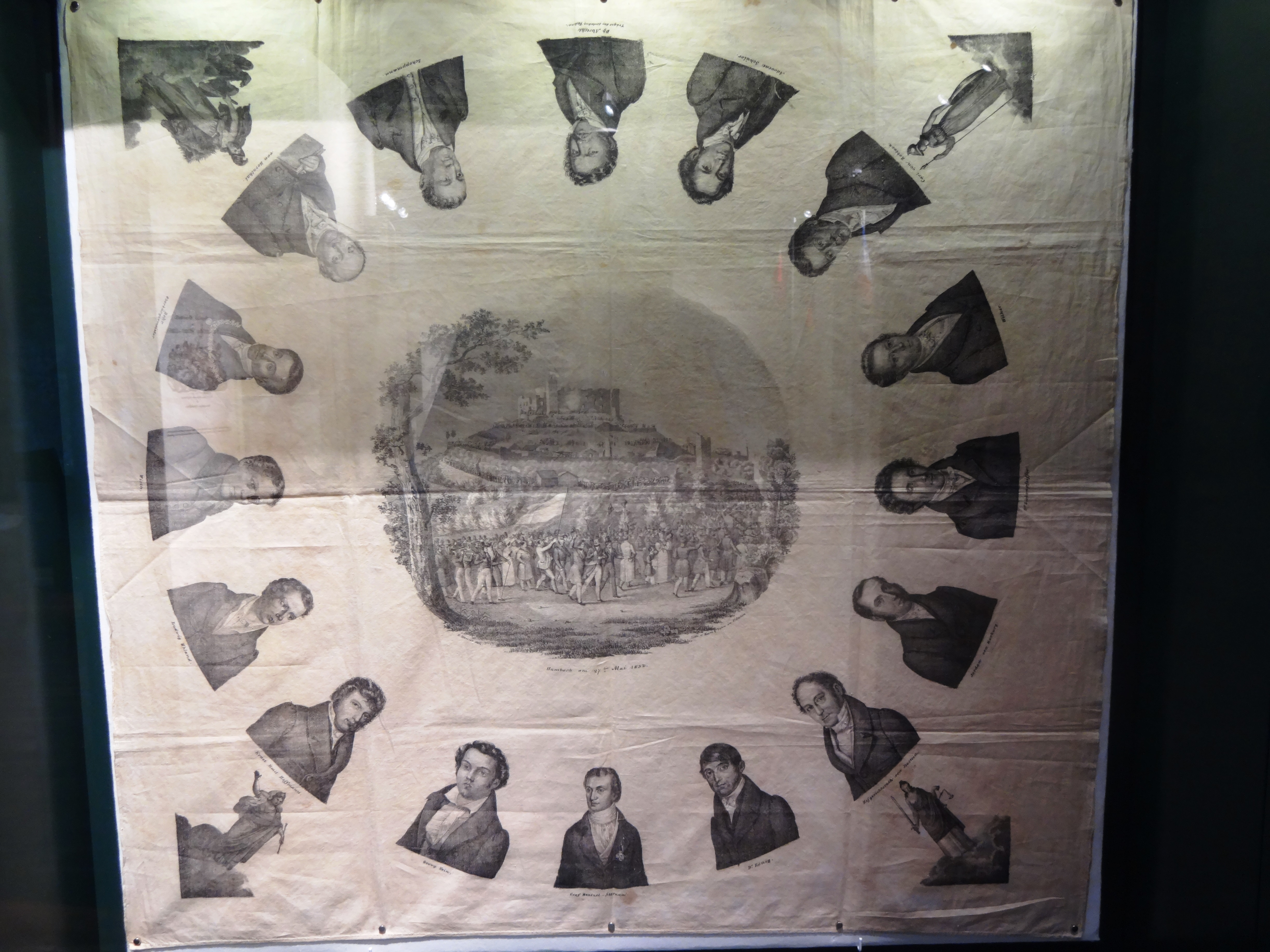
Hambacher Tuch im Museum Hambacher Schloss

Das Hambacher Tuch ist ein 64 × 64 Zentimeter großes Tuch aus Leinen. Es wurde vermutlich 1832 in St. Gallen bedruckt und fand als Erinnerungsstück an das Hambacher Fest große Verbreitung. 

## Bildmotive
Um den in der Mitte abgebildeten Festzug vom 27. Mai 1832 gruppieren sich 16 Porträts damals bekannter Liberaler sowie in den Eckfeldern weibliche Götterbilder als Personifizierungen von Gerechtigkeit, Weisheit, Tapferkeit und Besonnenheit.
Bemerkenswert war, dass etliche gemäßigt eingestellte Liberale, die dem Hambacher Fest fernblieben, auf dem Hambacher Tuch abgebildet sind, so die Herausgeber des Staats-Lexikons Karl von Rotteck und Carl Theodor Welcker, der Marburger Staatsrechtler Sylvester Jordan, der schwäbische Dichter Ludwig Uhland sowie der Gutsbesitzer Johann Adam von Itzstein.
Überliefert sind mehrere Exemplare, die sich u. a. im Museum Hambacher Schloss, im Kurpfälzischen Museum der Stadt Heidelberg (derzeit ausgeliehen an die Erinnerungsstätte für die Freiheitsbewegungen in der deutschen Geschichte in Rastatt), im Historischen Museum Frankfurt und im Archiv des Liberalismus der Friedrich-Naumann-Stiftung für die Freiheit in Gummersbach befinden.
Abgebildet sind im Uhrzeigersinn (von oben): 
- Johann Philipp Abresch
- Friedrich Schüler
- Karl von Rotteck
- Carl Theodor Welcker
- Philipp Jakob Siebenpfeiffer
- Sylvester Jordan
- Johann Adam von Itzstein
- Heinrich Josef König
- Karl Christian Ernst von Bentzel-Sternau
- Georg Fein
- Ernst Emil Hoffmann
- Ludwig Uhland
- Johann Georg August Wirth
- Wilhelm Joseph Behr
- Ludwig von Hornthal
- Johann Jakob Schoppmann

## Abbildungen

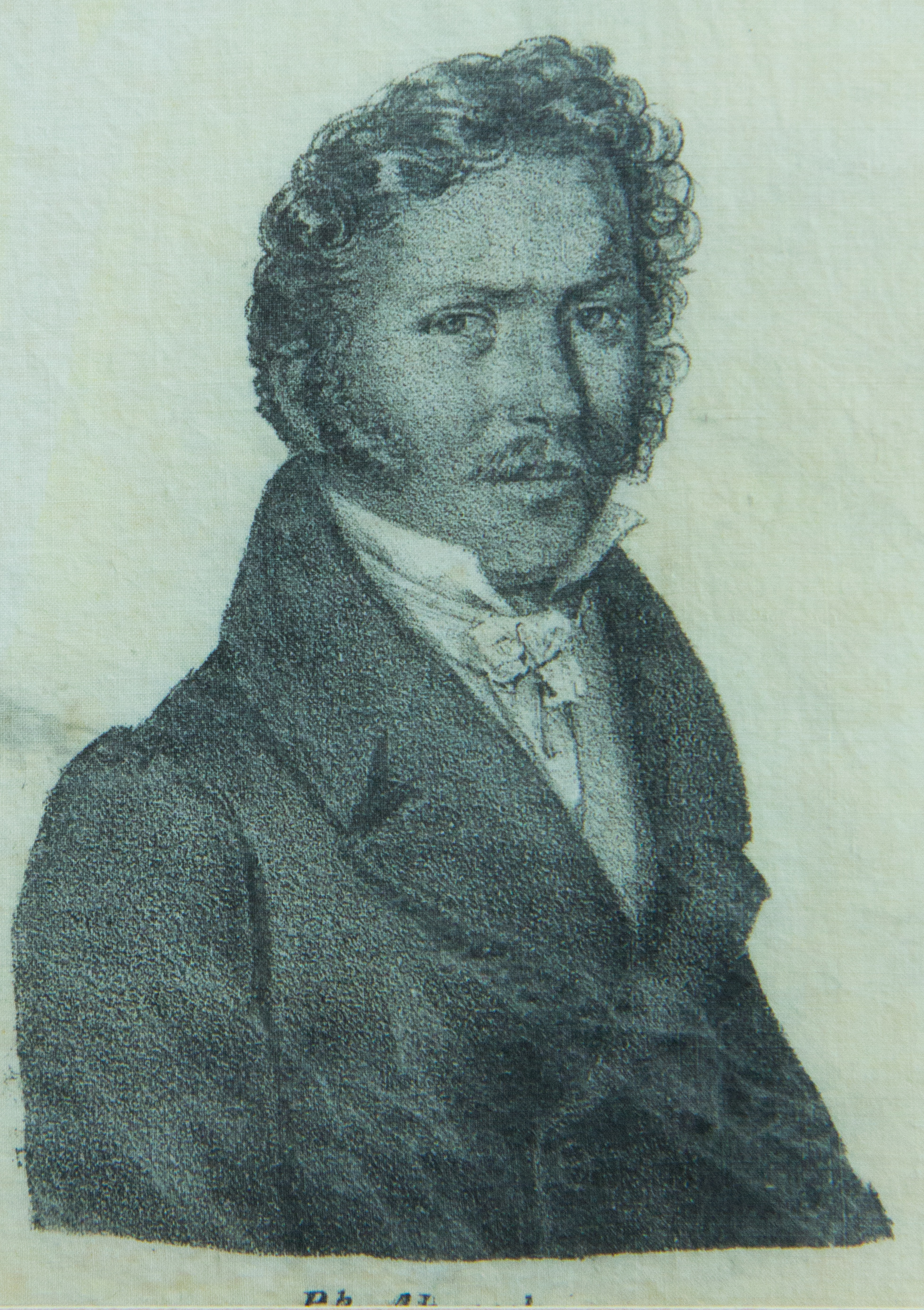
Philipp Abresch
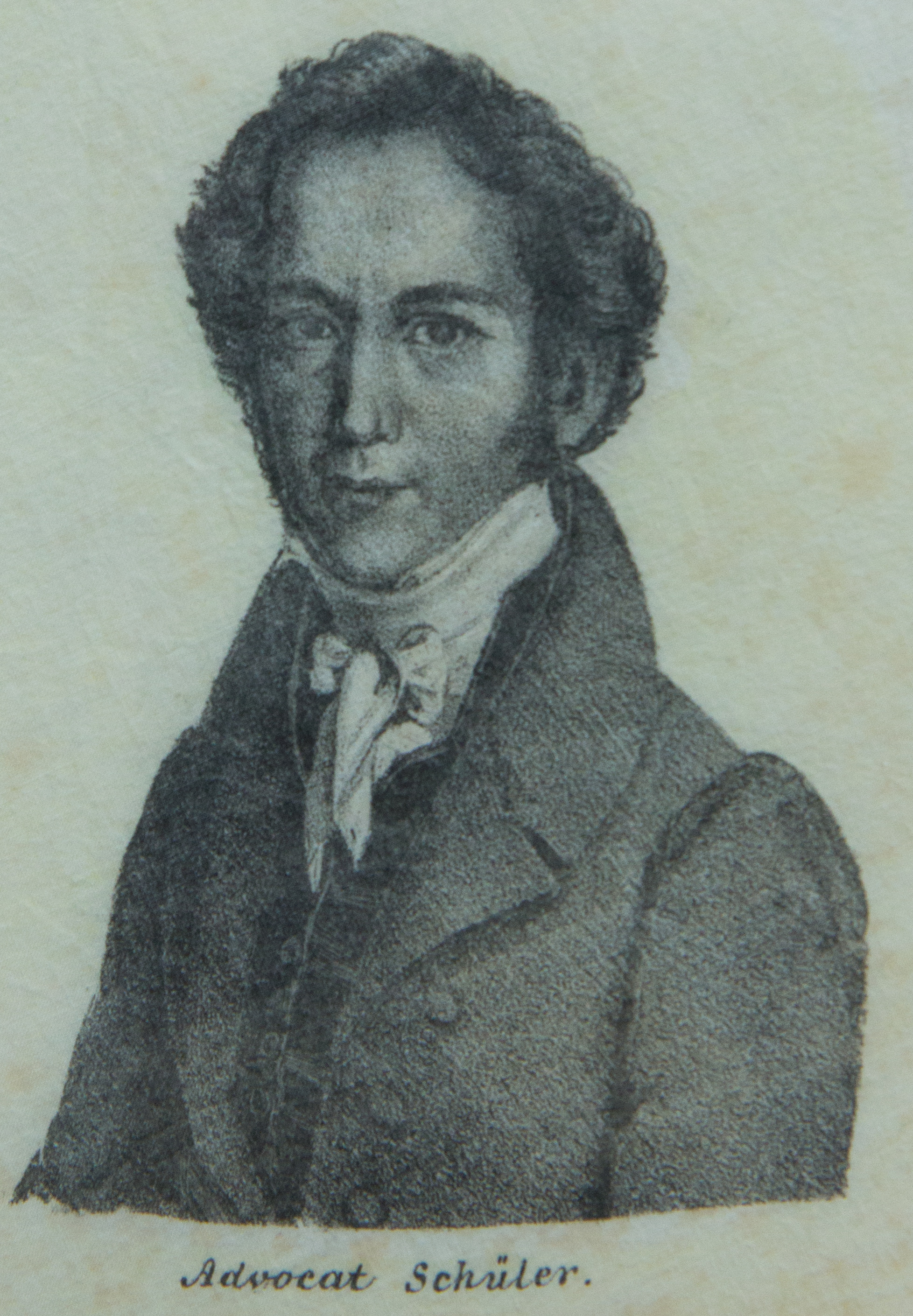
„Advocat“ Friedrich Schüler
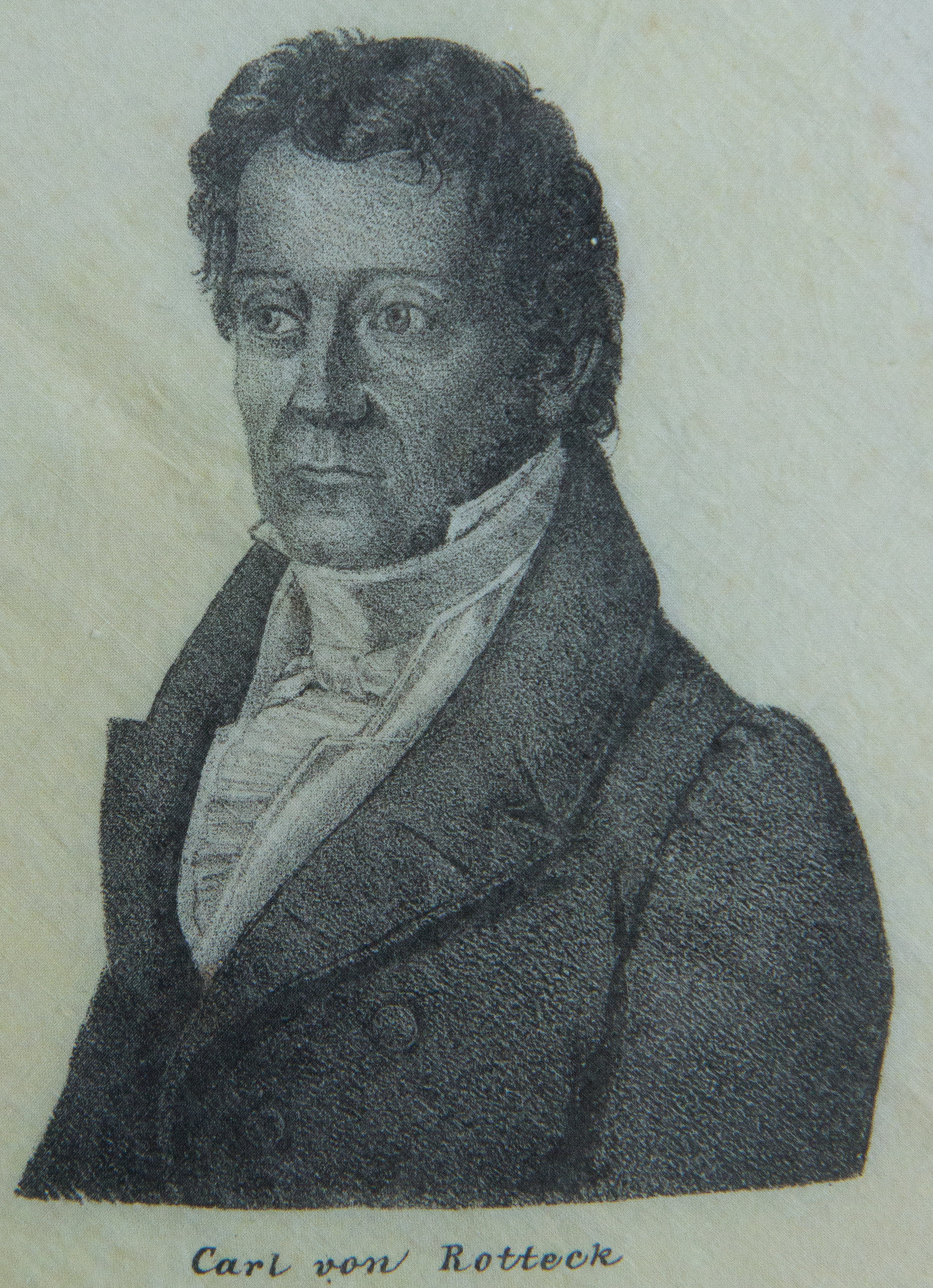
Karl von Rotteck
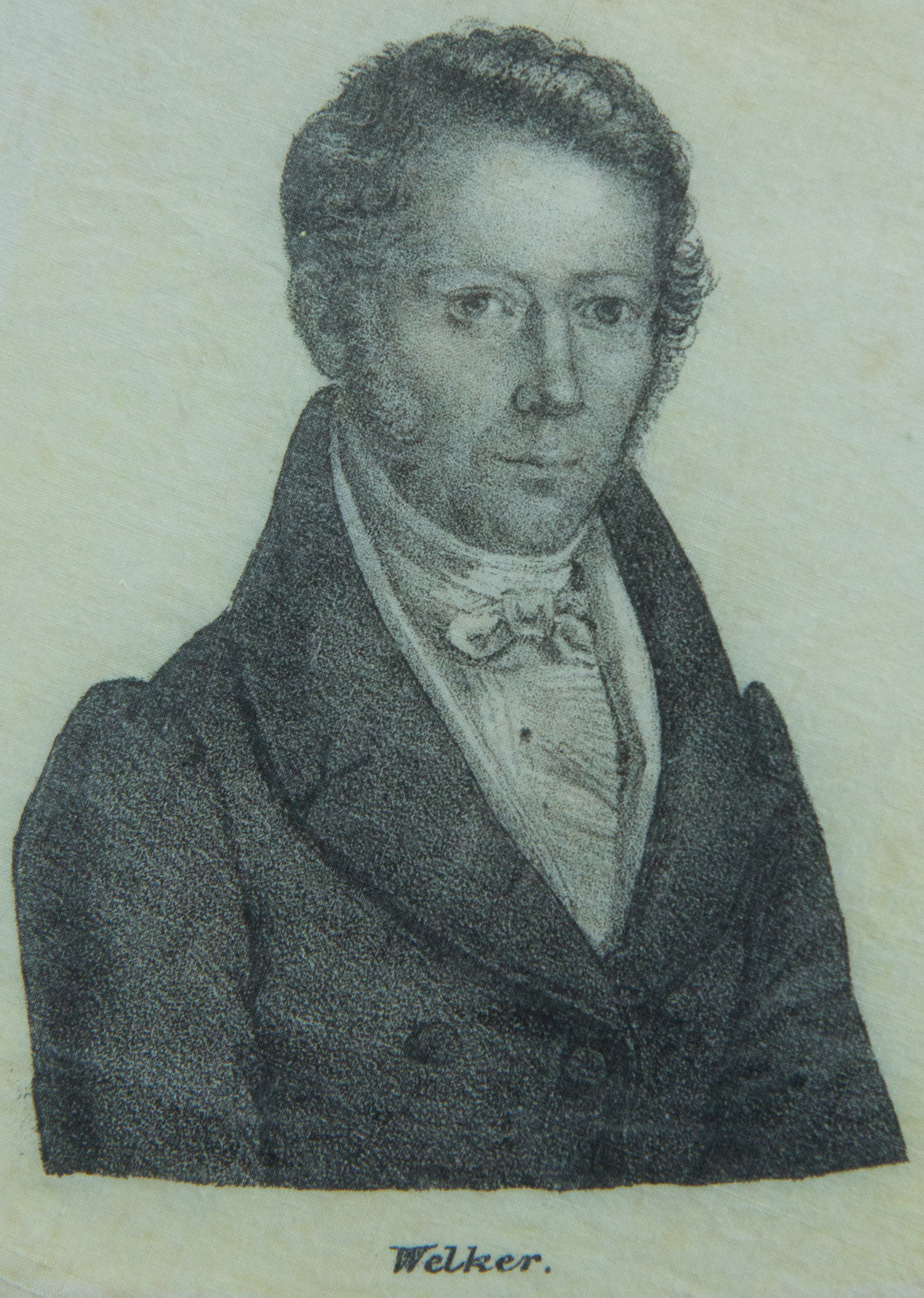
Carl Theodor Welcker
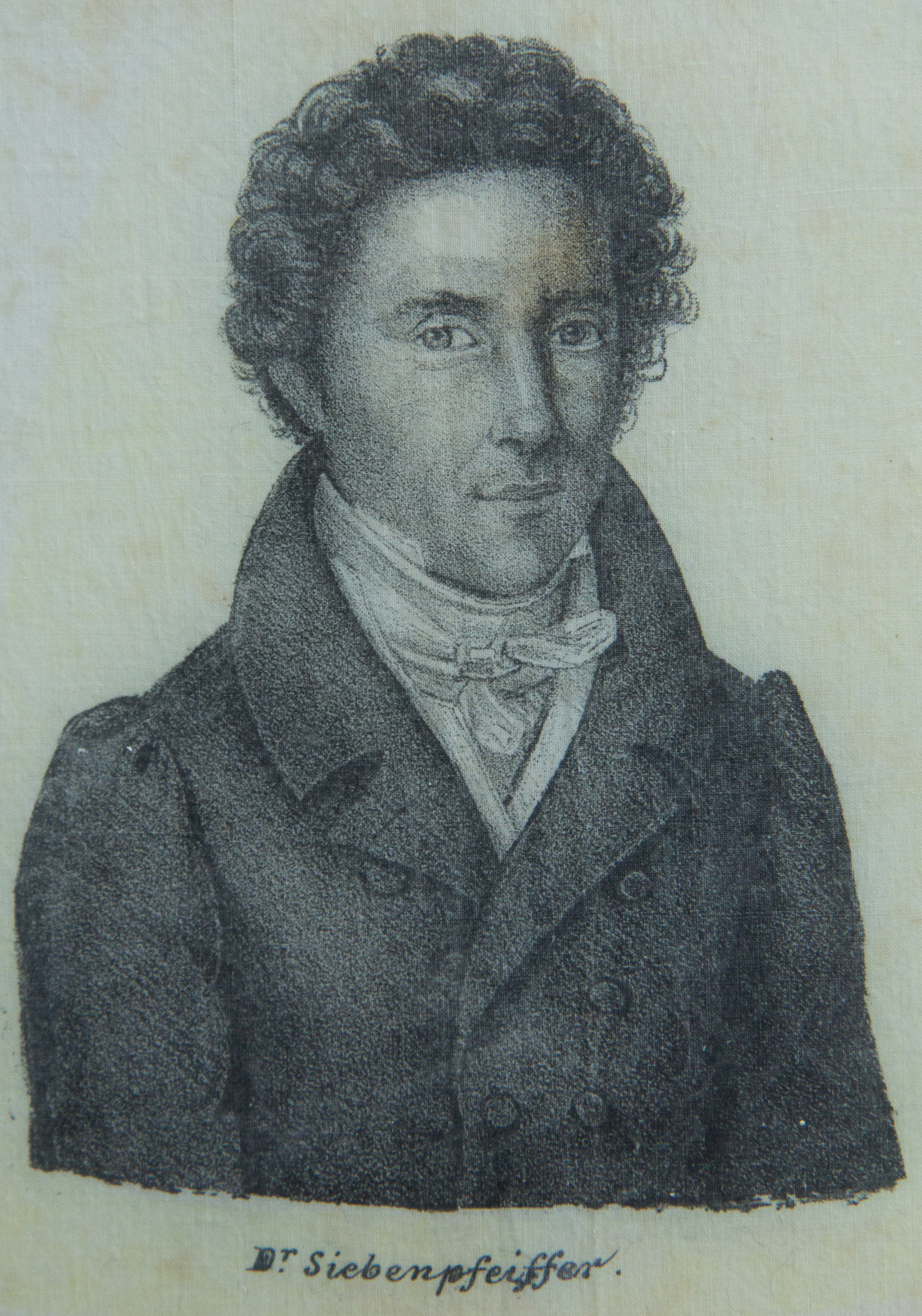
„Dr.“ Philipp Jakob Siebenpfeiffer
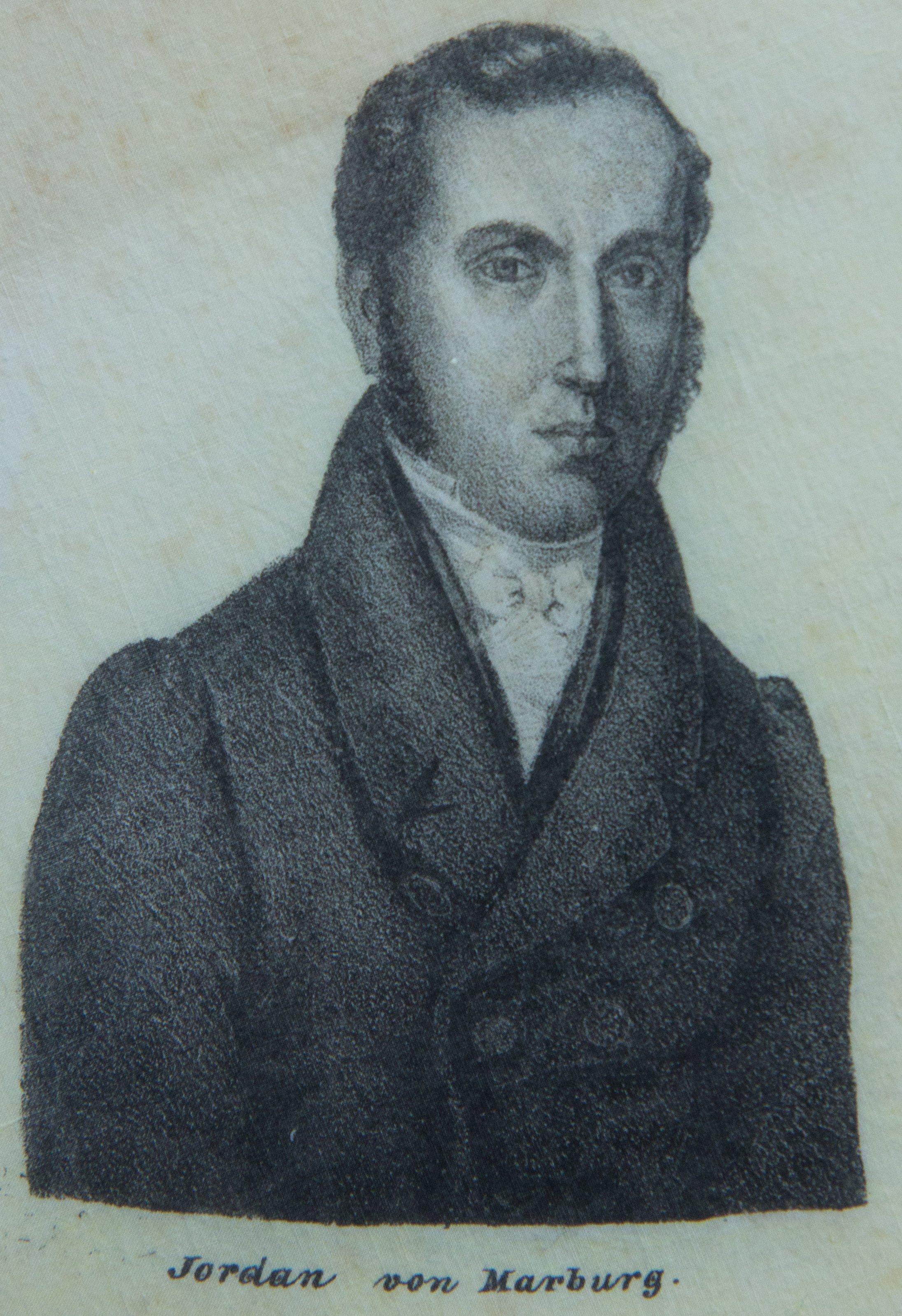
Sylvester Jordan „von Marburg“
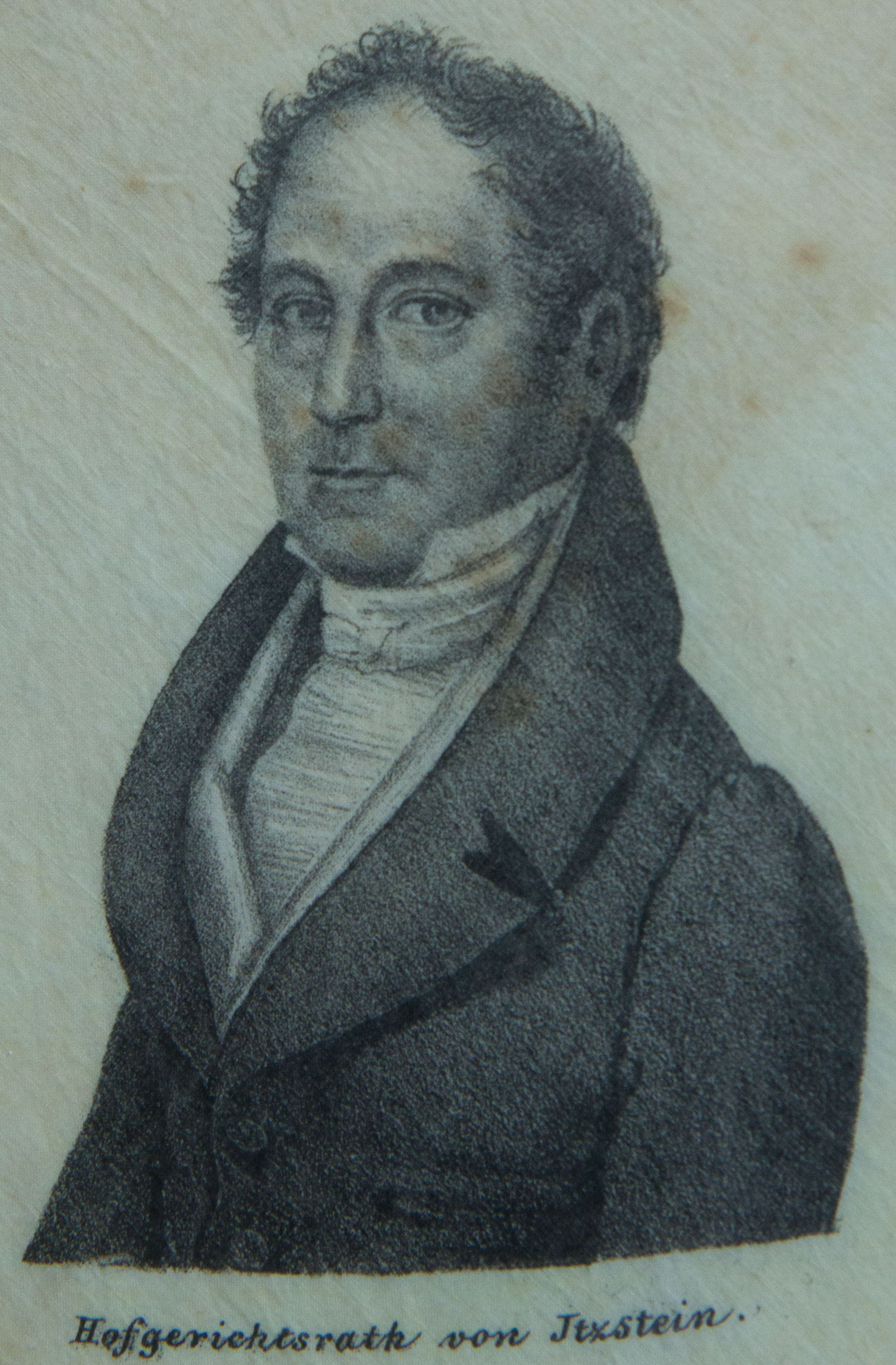
„Hofgerichtsrath“ Johann Adam von Itzstein
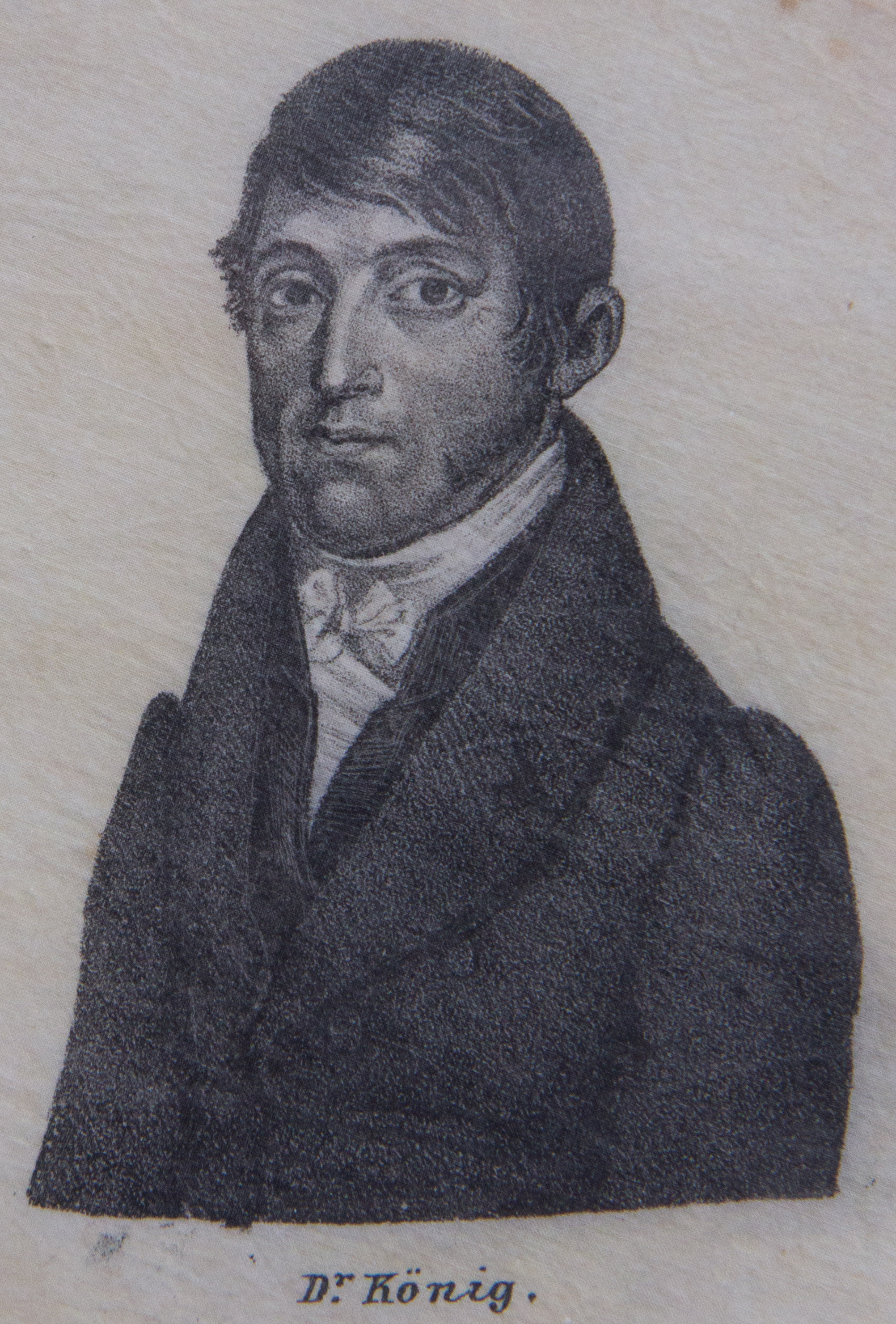
„Dr.“ Heinrich König
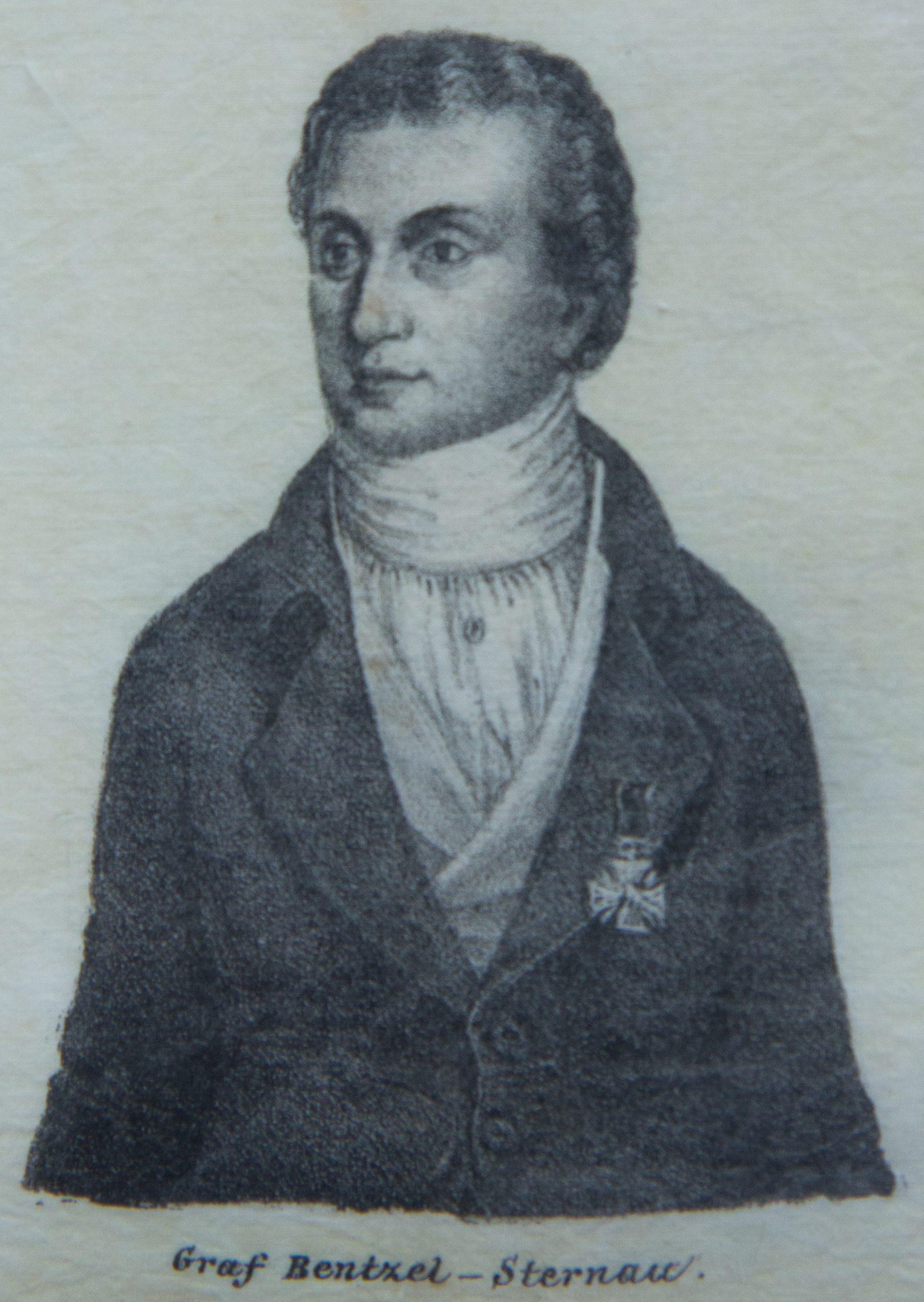
Karl Christian Ernst Graf von Bentzel-Sternau
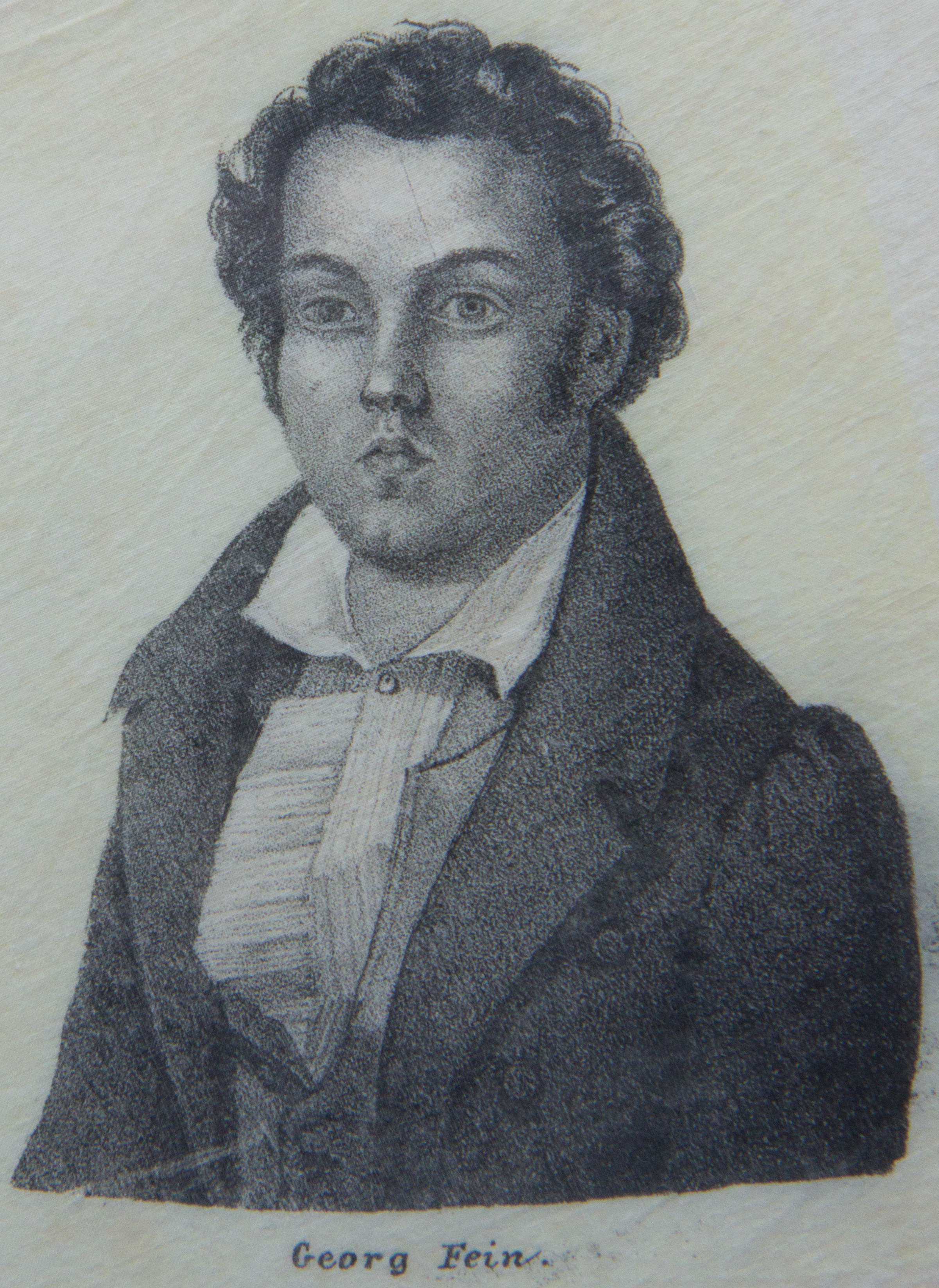
Georg Fein
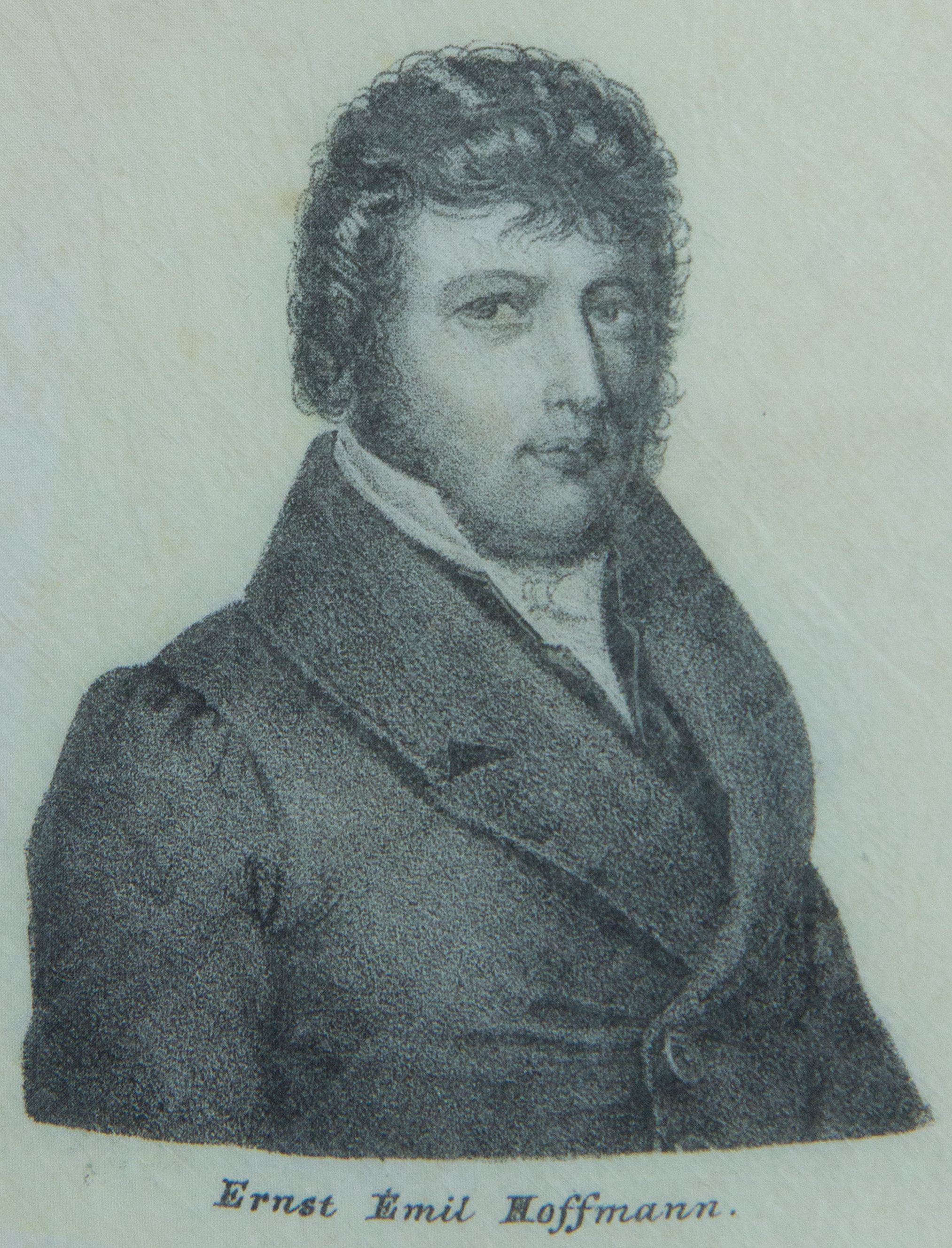
Ernst Emil Hoffmann
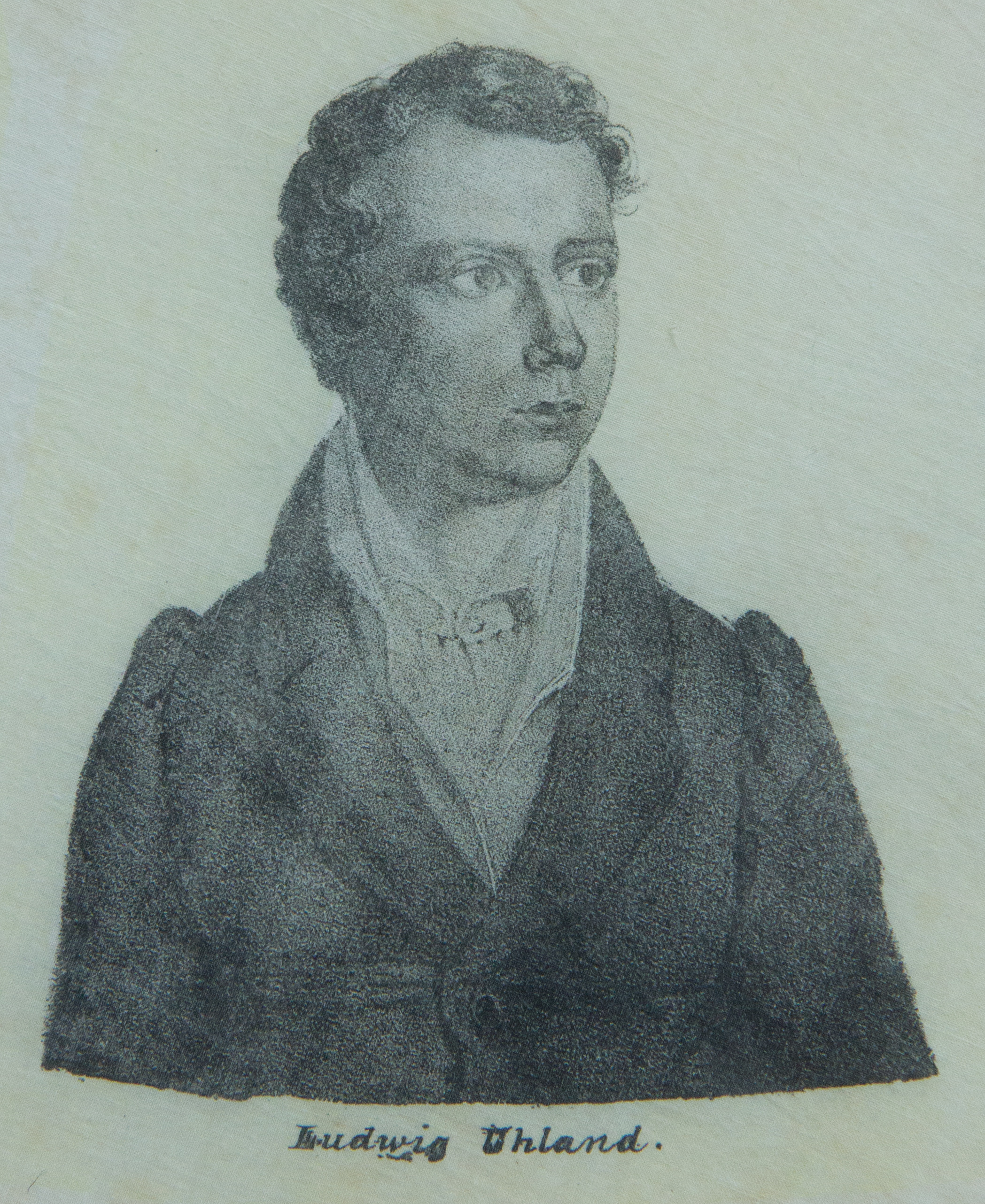
Ludwig Uhland
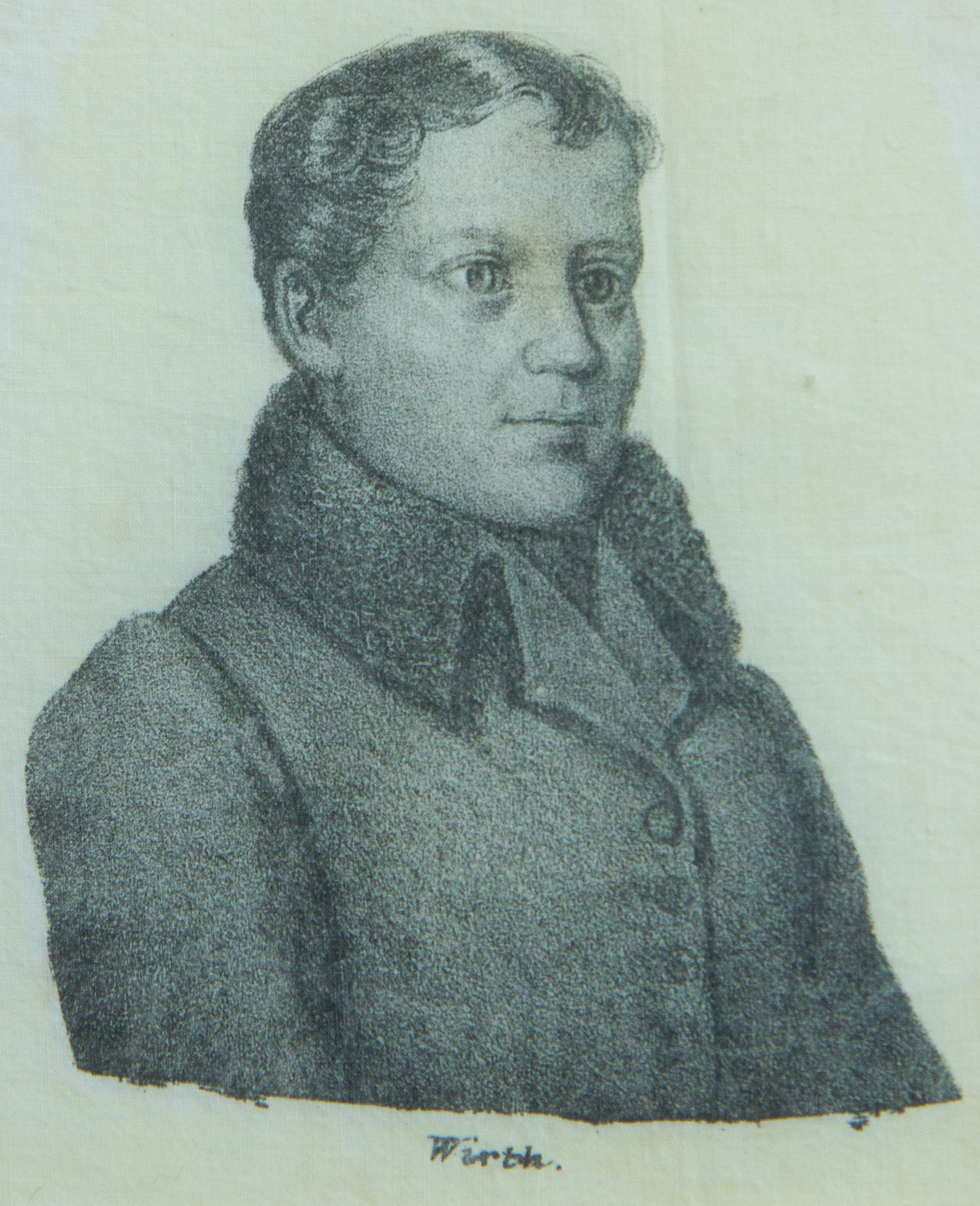
Johann Georg August Wirth
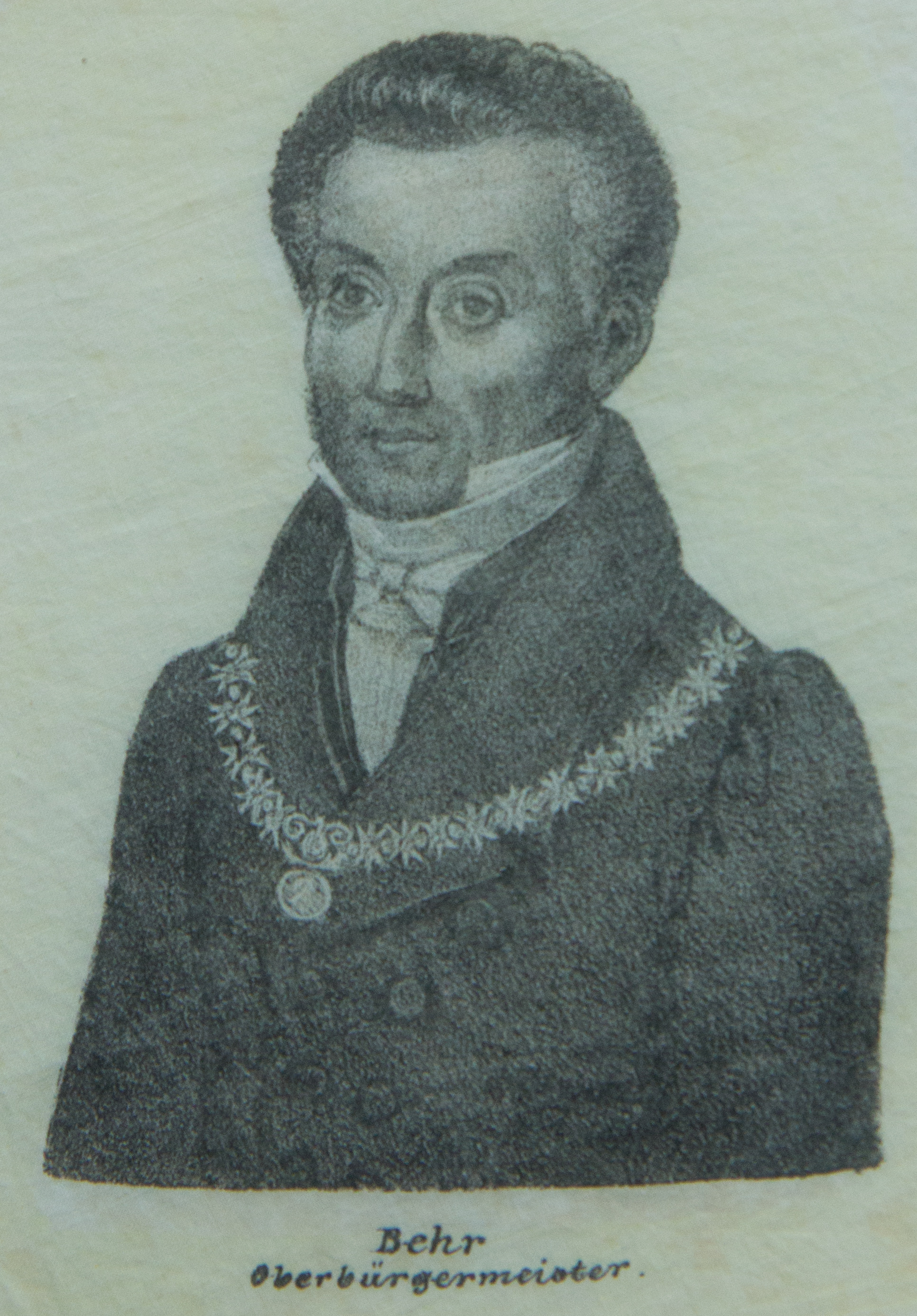
„Oberbürgermeister“ Wilhelm Joseph Behr
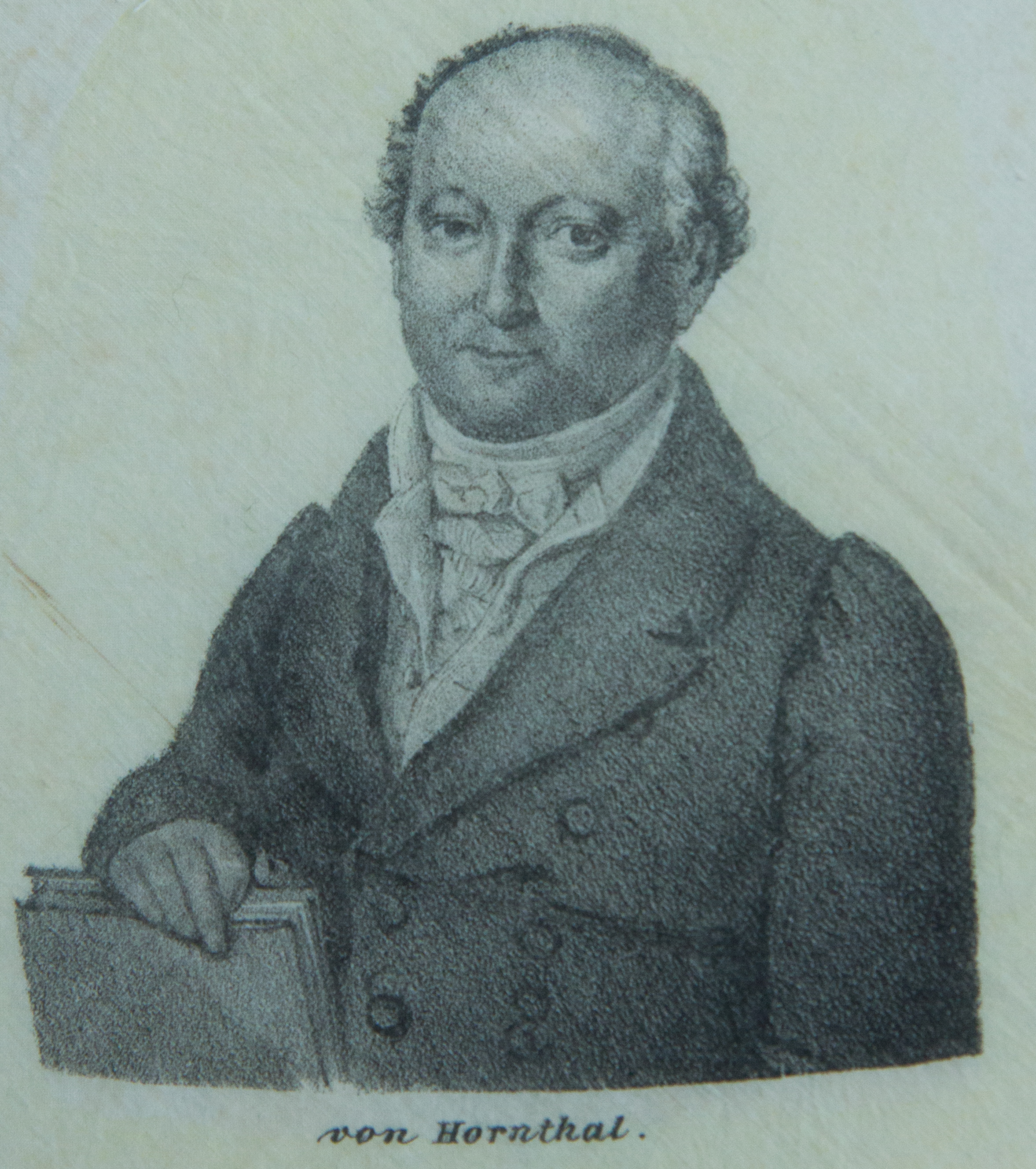
Ludwig von Hornthal
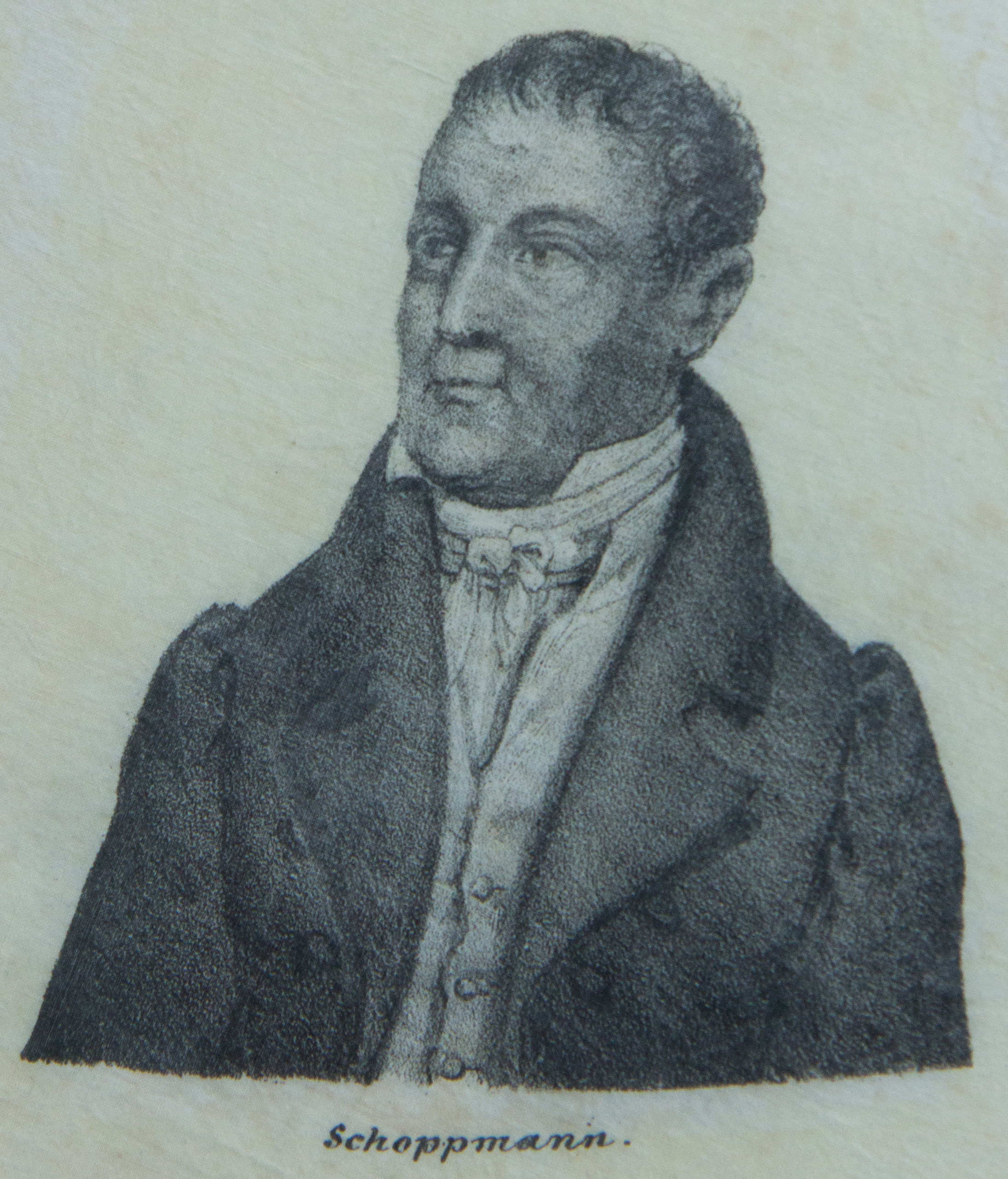
Johann Jakob Schoppmann